# Diadúmeno
O Diadúmeno ("O Portador do Diadema"), junto com Doríforo e o Discóforo, são as três mais conhecidas esculturas de Policleto e constituem as três formas básicas da Escultura Grega que idealizam homens jovens representados de maneira natural.
O Diadumeno é o vencedor das competições esportivas, ainda nu ele levanta seus braços para amarrar o diadema, uma faixa que indica o vencedor e que na estátua original de 420 a.C estaria representada por uma fita de bronze. A escultura  está em contrapposto, com seu peso sobre o seu pé direito, seu joelho esquerdo suavemente inclinado e sua cabeça inclinada para a direita, em equilíbrio, demonstrando a sua concentração. Policleto e seus sucessores - Lisipo e Escopas - criaram estátuas seguindo este modelo.

## Cópia romanas

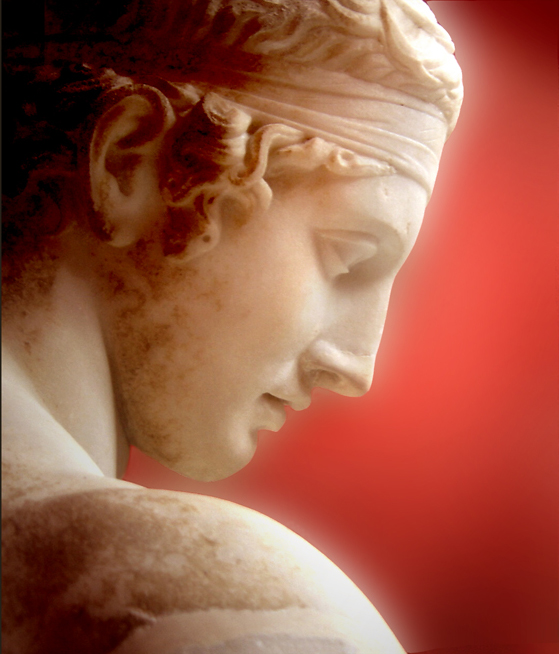
Detalhe

A Naturalis Historia de Plínio descreve cópias romanas feitas em mármore, porém não foi conhecido até 1878 que a cópia romana de Vaison-la-Romaine no Museu Britânico recriava a estátua original de Policleto. Plínio recorda que o original de Polícleto foi vendido em leilão à soma de 100 talentos, uma fortuna para a época.
De fato, a estátua era tão estimada que foram realizadas várias cópias romanas, a julgar pelo número de fragmentos reconhecíveis e trabalhos completos (como a cabeça no Louvre, um exemplar completo no Museu Metropolitano de Arte e o "Diadúmeno Farnese" no Museu Britânico), além de ser reproduzida em inúmeras interpretações livres, versões em escala pequena, e tendo sua cabeça gravada em gemas preciosas.
O Diadúmeno de mármore de Delos, no Museu Arqueológico Nacional de Atenas mostra o manto do vencedor e seu carcás sobre os três troncos, demonstrando que ele foi o vencedor de uma competição de arco, além de fazer referência a Apolo, também representado por um jovem idealizado.